# Dorothy Bridges
Dorothy Louise Bridges (geborene Simpson; * 19. September 1915 in Worcester, Massachusetts; † 16. Februar 2009 in Los Angeles, Kalifornien) war eine amerikanische Schauspielerin und Dichterin. Sie war die Ehefrau von Lloyd Bridges und die Mutter der Schauspieler Beau und Jeff Bridges, deren jüngerer Schwester Lucinde, sowie die Großmutter des Schauspielers Jordan Bridges.

## Leben
Bridges wurde 1915 in Worcester als Dorothy Louise Simpson geboren. Die Familie zog nach Los Angeles, als sie zwei Jahre alt war. Dort besuchte sie die University of California, wo sie während der Proben für ein Theaterstück ihren späteren Ehemann Lloyd Bridges kennenlernte. Die beiden heirateten 1938 in New York City, wo die Familie dann einige Jahre lebte. Dort erlernte sie gemeinsam mit ihrem Mann bei Michael Tschechow die Schauspielkunst. In den frühen 1940er-Jahren zogen die Bridges allerdings wieder an die Westküste, als Lloyd Bridges einen Vertrag mit Columbia Pictures unterzeichnete.
Dorothy Bridges begann ihre Filmkarriere im Alter von sechs Jahren 1921 mit dem Filmmelodram Finders Keepers, in dem sie das Mädchen Olivia Sutterlee spielte. Im Katalog des American Film Institute wird ihre Rolle unter den fünf Hauptrollen des Films aufgeführt. Nach ihrer Heirat mit Lloyd Bridges widmete sich Dorothy Bridges hauptsächlich der Erziehung der Kinder und übernahm ihre Aufgaben als Ehefrau und Mutter. Auch erteilte sie ihren Kindern Schauspielunterricht bei der Erarbeitung ihrer Rollen. In den folgenden Jahren kehrte sie gelegentlich auf die Leinwand zurück. Sie spielte dann vor allem in Filmen, in denen andere Familienmitglieder mitwirken.
Bridges hatte Episodenrollen in den Fernsehserien Abenteuer unter Wasser (1968) und Disney-Land (1986). In dem Filmmelodram Zweites Glück (1989) hatte sie an der Seite ihres Sohnes Jeff Bridges eine Nebenrolle; sie spielte auch im Film dessen Mutter. In dem Fernseh-Krimi Die Sünden eines Vaters (1994) spielte sie an der Seite ihres Ehemanns Lloyd Bridges und ihres Sohnes Beau Bridges auch im Film deren Ehefrau und Mutter.
Bridges verfasste Gedichte, die teilweise auch publiziert wurden. 2005 veröffentlichte sie ihre Autobiografie mit dem Titel You Caught Me Kissing: A Love Story.

## Veröffentlichungen
- You Caught Me Kissing: A Love Story. Autobiografie, 2005

## Filmografie
- 1921: Finders Keepers
- 1951: Auf Bewährung freigelassen (The Company She Keeps)
- 1958: Abenteuer unter Wasser (Sea Hunt, TV-Serie, 1 Folge)
- 1986: Disney-Land (Disneyland, TV-Serie, 1 Folge)
- 1989: Zweites Glück (See You in the Morning)
- 1994: Die Sünden eines Vaters (Secret Sins of the Father)